# Fistularia corneta
Fistularia corneta is een  straalvinnige vissensoort uit de familie van fluitbekvissen (Fistulariidae). De wetenschappelijke naam van de soort is voor het eerst geldig gepubliceerd in 1904 door Gilbert & Starks.
De soort staat op de Rode Lijst van de IUCN als niet bedreigd, beoordelingsjaar 2007.